# Kajak
Kajak je mali čamac koji se pokreće ljudskom snagom. Najčešće ima pokrivenu palubu. Pokreće se posebnim veslom s dvjema lopaticama. Kajakom su se koristili ainu, aleutski i eskimski lovci u sub-artičkim područjima Sjeveroistočne Azije, Sjeverne Amerike i Grenlanda.

## Olimpijske discipline
Moderni kajaci se prave po različitim dizajnima za posebne svrhe, a između ostalog uz kanu se koristi u olimpijskim sportovima kajak i kanu na mirnim vodama, te kajak i kanu na divljim vodama.
Razlika između sportskih kajaka i kanua je ta što kod kajaka svaki veslač koristi veslo s dvjema lopaticama, dok se kod kanua koristi veslo s jednom lopaticom. Radi bolje primjene sile uobičajeno je da kanuist za vrijeme veslanja kleči na jednoj nozi, dok kajakaš sjedi.
U odnosu na veslanje, natjecatelji u ovom sportu nemaju pokretna sjedišta niti izbočnike na čamcu, te veslo svom težinom drže u rukama.
Kajak i kanu na mirnim vodama je u programu Olimpijskih igara još od Igara u Berlinu 1936. za muškarce te od Igara u Londonu 1948. za žene. Žene se natječu u kajaku, dok se u kanuu natječu samo muškarci. Trenutno su na programu Igara sljedeće discipline u kajaku:
- K-1 1000 m (kajak jednosjed) muški
- K-1 500 m (kajak jednosjed) muški
- K-1 500 m (kajak jednosjed) žene
- K-2 1000 m (kajak dvosjed) muški
- K-2 500 m (kajak dvosjed) muški
- K-2 500 m (kajak dvosjed) žene
- K-4 1000 m (kajak četverosjed) muški
- K-4 500 m (kajak četverosjed) žene

## Klubovi u Hrvatskoj
Organizacija koja koja koordinira rad klubova i reprezentacija u ovom sportu je Hrvatski kajakaški savez, koji je zadužen za kajak i kanu kako na mirnim, tako i na divljim vodama.
- KK Belišće (Belišće)
- KKK Cibalea (Vinkovci)
- KKK Hrvatska Kostajnica (Hrvatska Kostajnica)
- KKK Jarun (Zagreb)
- KK Končar (Zagreb)
- KKK Zagreb (Zagreb)
- KKK Kupa (Petrinja)
- KKK Marsonia (Slavonski Brod)
- KKK Matija Ljubek (Zagreb)
- KKK Mračaj (Runovići)
- KKK Našice (Našice)
- KKK Odra (Sisak)
- KKK Oriolik (Slavonski Kobaš)
- KKK Rab '83 (Rab)
- KKK Vrsar (Vrsar)
- KKK Vukovar 91 (Vukovar)
- KKK Varteks (Varaždin)
- KKK Olimpik (Slavonski Brod)

## Poveznice
- Svjetsko prvenstvo u kajaku i kanuu na mirnim vodama – Zagreb 2005.
- Kanu
- Veslanje
- Veslanje zmajevih čamaca (Dragon boat), poznato i kao kinesko veslanje
- Veslanje na dasci / Stand up paddle bordanje / Stand up paddle surfanje / Stand up paddling (SUP) - ogranak surfanja koji je nastao na Havajima[1]
- Jedrenje kanuom
- Hrvatski kajakaški savez

## Vanjske poveznice
- ICF - Međunarodna kanu federacija
- Hrvatski kajakaški savez